# Wolayer See
Wolayer See (italsky Lago Volaia) je horské jezero na korutanské straně hlavního hřebene Karnských Alp poblíž průsmyku Plöckenpass. Je centrem přírodní rezervace Wolayer See a jejího okolí.

## Poloha
Jezero Wolayer See leží v nadmořské výšce 1951 m a má rozlohu 3,8 hektaru. Leží v dolině, která je tektonicky předtvarovaná a během doby ledové byla přetvořena ledovcem Wolayer. Povodí má rozlohu jen asi 60 hektarů. Srážky v oblasti se pohybují od 2000 do 2500 mm ročně, proto je hladina vody poměrně stálá i bez povrchového přítoku. Dno jezera je pokryto bahnem. Nejhlubší místo se nachází v hloubce 13,9 m. Dvě třetiny jezera jsou však hluboké méně než 5 m. Voda z jezera, která odtéká do podzemí, napájí dva prameny: jeden na rakouském území, druhý na italském území jižně od chaty Lambertenghihütte.

## Fyzikální a chemické parametry
Teplota povrchové vody dosahuje maximálně 12,5 °C. V létě se nevytváří stabilní teplotní rozvrstvení. Důvodem je větrná poloha jezera, které leží pouhých 26 m pod nedalekým průsmykem Wolayerpass, přes který vanou silné větry. Jezero je zamrzlé šest až sedm měsíců v roce a ledový příkrov může dosahovat tloušťky až dvou metrů.
Voda v jezeře je mírně alkalická, elektrická vodivost je poměrně nízká, méně než 100 µS/cm. Vaznost kyselin je nízká a nedosahuje ani 1,3 mval/l, vápenná tvrdost je rovněž nízká a dosahuje 3 až 4 °dH.
Koncentrace živin (fosfor, dusičnany) je poměrně nízká. Organické látky se do vody dostávají především vzduchem (pyl, části rostlin).
Vzhledem k nízké koncentraci živin je nízké i množství suspendovaných řas. Je nižší než 250 mg/m³.
Jezero Wolayer See bylo stejně jako většina vysokohorských jezer původně bez ryb. V roce 1976 však bylo do jezera vysazeno 15 pstruhů potočních, kteří drasticky zdecimovali populaci blešivce jezerního (Gammarus lacustris). Pstruzi zpočátku dobře rostli, ale po několika letech začali trpět nedostatkem potravy. V roce 1980 bylo vysazeno 4000 kusů sivena polárního (Salvelinus alpinus) a pstruha potočního (Salvelinus fontenalis). Zpočátku se také dobře rozmnožovali, ale později rovněž trpěli nedostatkem potravy.
Zóna zanášení z velké části chybí, stejně jako porost vodních rostlin. Na několika mělkých místech se vyskytují bahenní rostliny, např. suchopýr úzkolistý (Eriophorum angustifolium), blatouch bahenní (Caltha palustris), lomikámen vždyzelený (Saxifraga aizoides), vrbovka žabincolistá (Epilobium alsinifolium) a druhy sítiny, např. sítina niťovitá (Juncus filiformis) a sítina trojplevá (Juncus triglumis).

## Přírodní rezervace
Jezero Wolayer See je centrem přírodní rezervace Wolayersee a okolí, která byla zřízena v roce 1959 (LGBl. č. 34/1959, 19/1960, znovu vydáno v LGBl. č. 1/2003). Chráněné území se rozkládá na ploše 1939,4 hektaru na hlavním hřebeni Krnských Alp západně od průsmyku Plöckenpass. Geologicky je oblast tvořena silurskými a devonskými vápenci a nad nimi ležícími svrchnokarbonskými břidlicemi. Vegetaci tvoří pěchavové a ostřicové louky, společenstva sutí a skalních štěrbin. Z rostlinných druhů stojí za zmínku například bršlice alpská (Aegopodium alpestre), čechřice vonná (Myrrhis odorata) a mázdřinec rakouský (Pleurospermum austriacum).

## Galerie

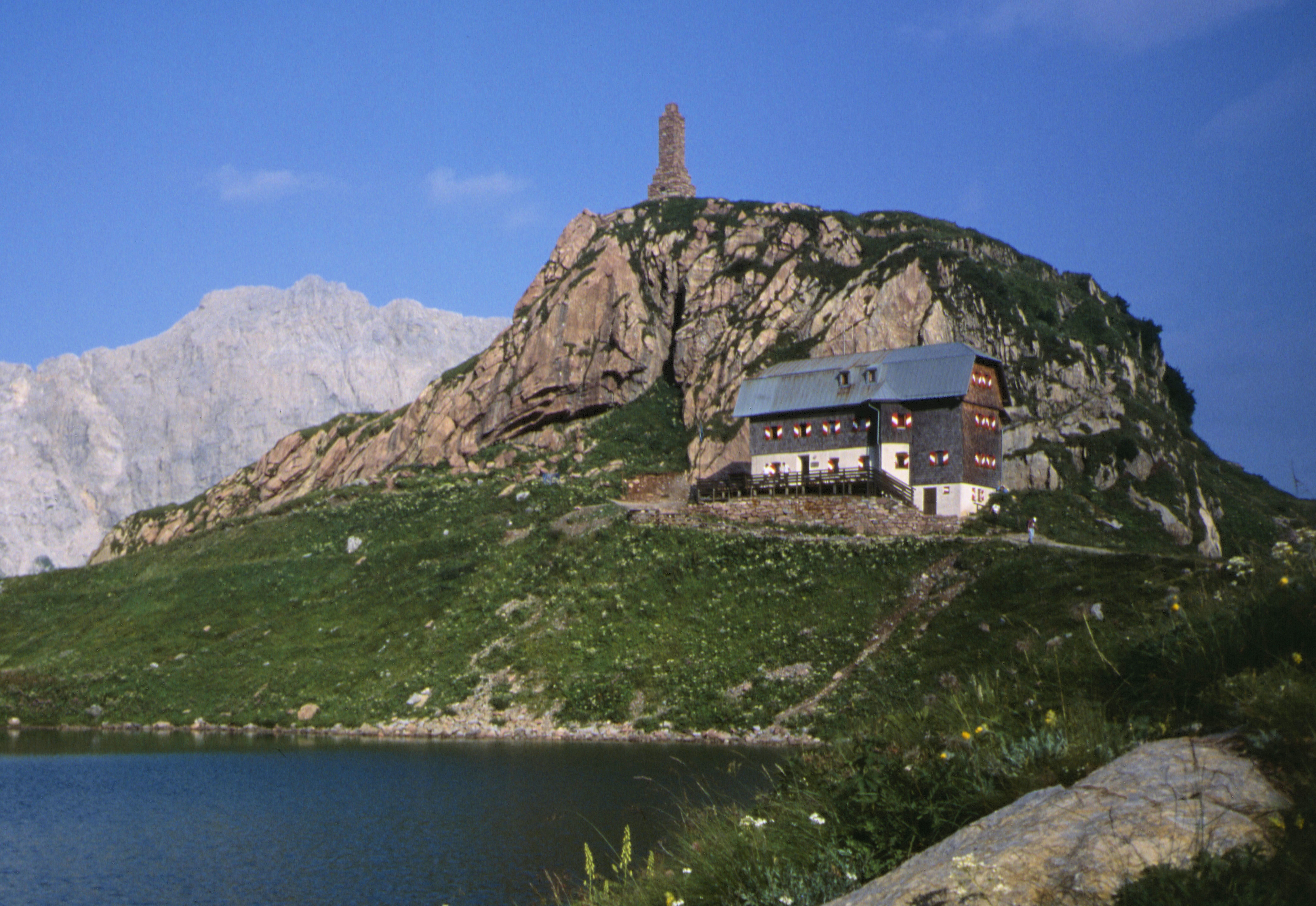
Wolayerseehütte
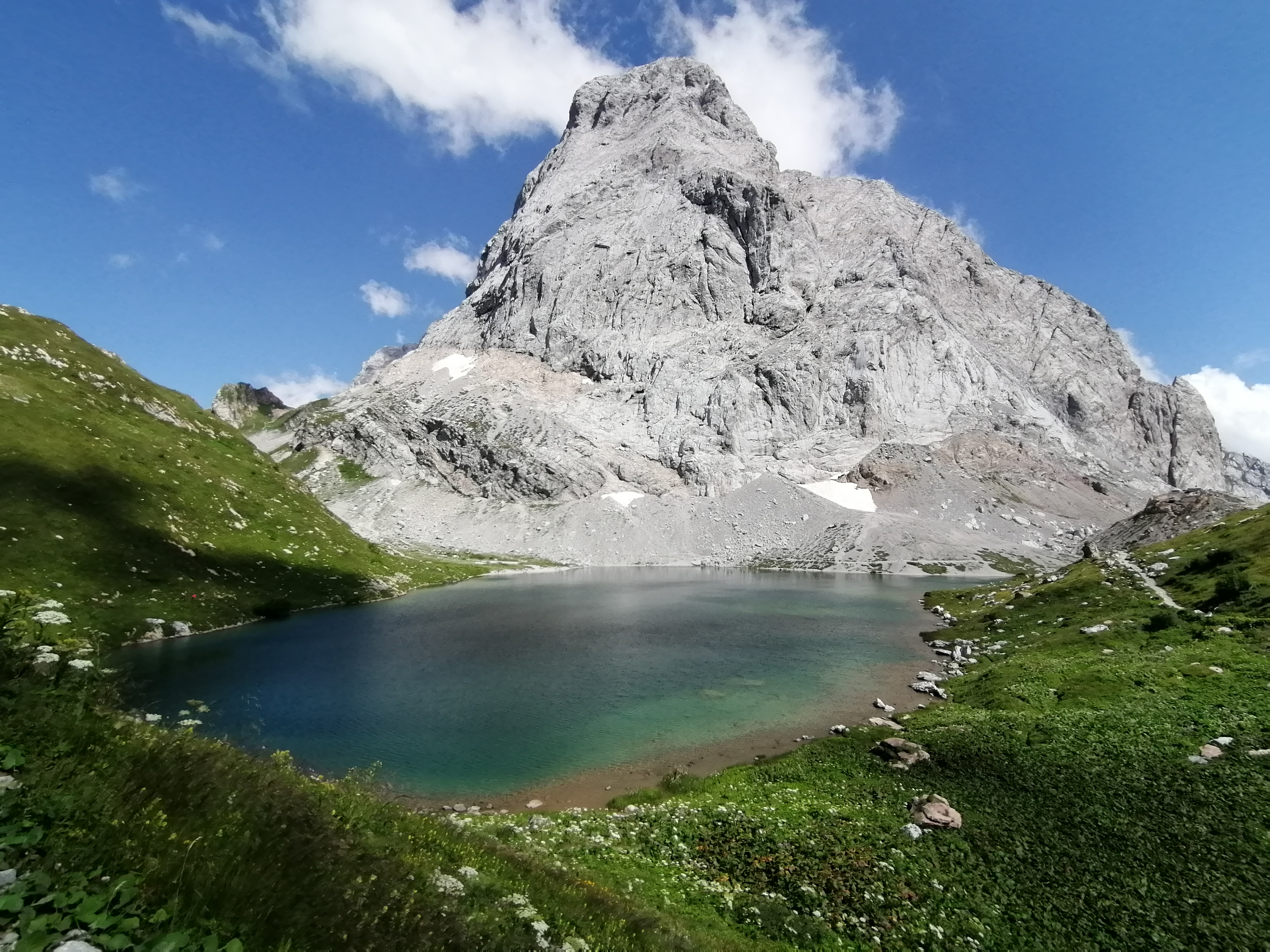
Wolayersee a okolí s Hohe Warte
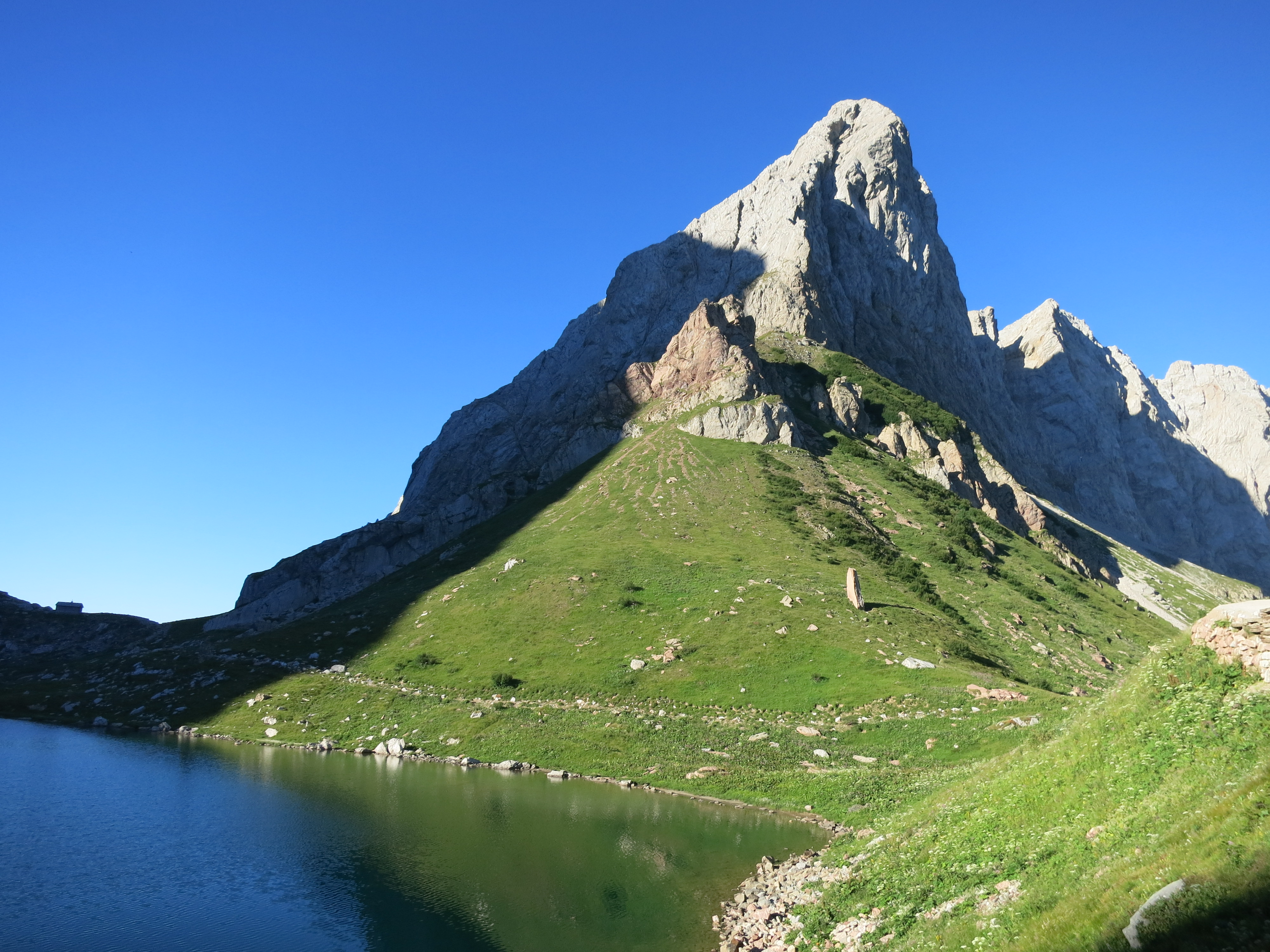
Wolayersee
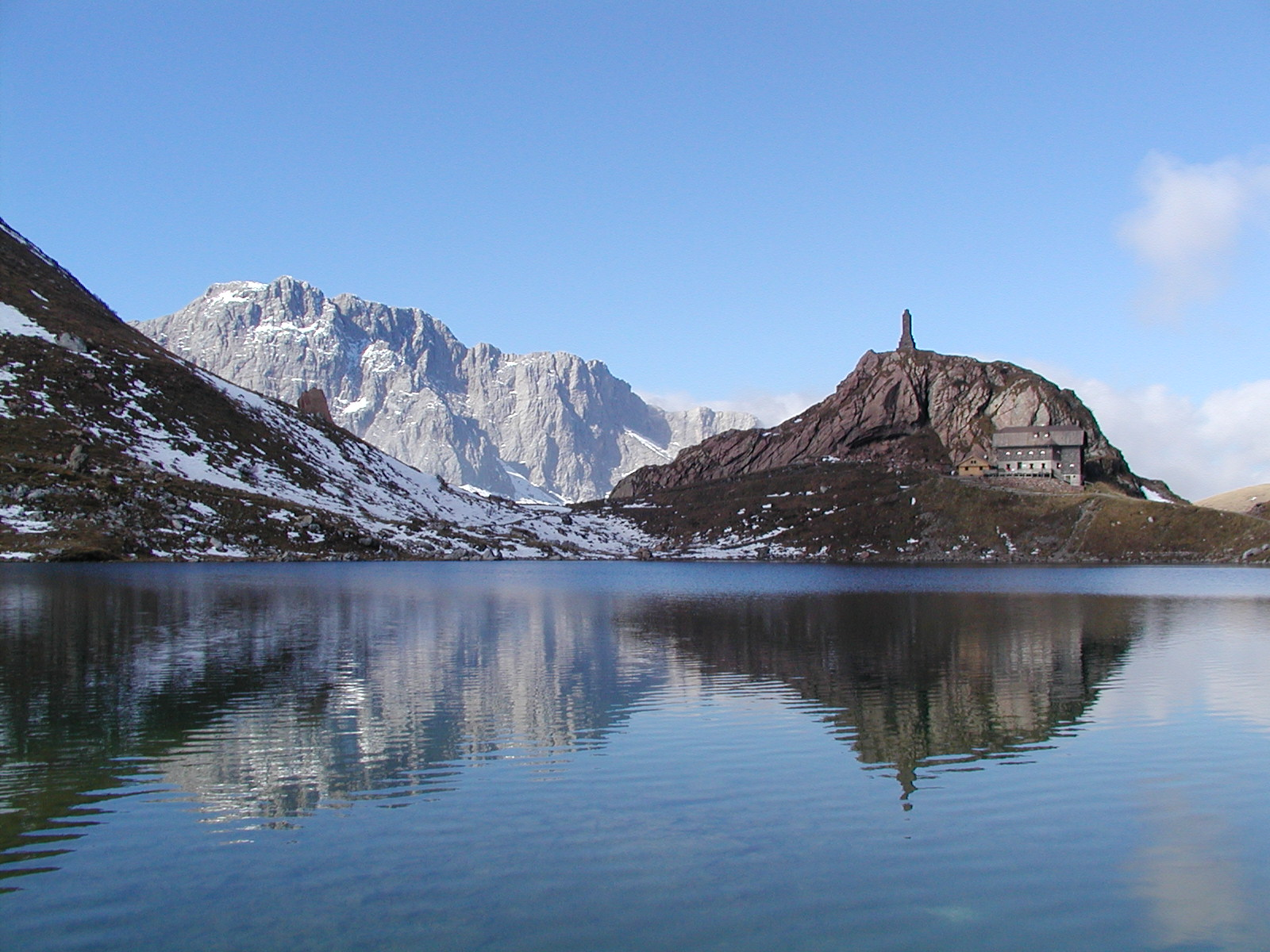
Wolayersee